# Jazztronik
Jazztronik（ジャズトロニック）は、野崎良太が率いる特定のメンバーを持たない自由なミュージック・プロジェクト。
母親が音楽教師という環境のもと、幼少からピアノを習い始める。
これまでに数多くの作品をリリースし、国内のみならず、全世界でLive、DJ活動を行っている。作編曲家としても、クラシック、Jazz、クラブミュージックだけにはとどまらない独自の音楽性でアーティストプロデュース、映画、ドラマ、CM音楽制作を積極的に行い、多方面から評価されている。

## ディスコグラフィ

### シングル
- 『MADRUGADA/TIGER EYES』（2004年11月3日）
- 『ベッドタイムストーリー』（2010年9月29日）

### 配信限定シングル
| 発売日         | タイトル                                    | レーベル                 |
| -------------- | ------------------------------------------- | ------------------------ |
| 2019年8月28日  | FLY AWAY                                    | Shichigosan Records      |
| 2021年8月5日   | Invitation                                  | Good Phat                |
| 2021年9月29日  | Move                                        | Shichigosan Records      |
| 2022年2月18日  | Unknown Tokyo / Clams Casino & Ryota Nozaki | Clams Casino Productions |
| 2022年5月18日  | SAMURAI - EP                                | 753Records               |
| 2023年4月14日  | EVOKE                                       | Shichigosan Records      |
| 2023年5月19日  | Hizuru (Jazztronik Remix)                   | Shichigosan Records      |
| 2023年7月28日  | Beat Hopper (The 3rd Session)               | Shichigosan Records      |
| 2023年9月15日  | Emerald Breeze                              | Shichigosan Records      |
| 2023年12月22日 | Spacewalk / Jazztronik, Excursions & 栗原健 | Shichigosan Records      |

### アルバム

#### オリジナルアルバム / Jazztronik
- 『numero uno 』（1999年8月21日 / 2002年5月7日 再発売)
- 『Inner Flight』（2001年3月26日）
- 『SET FREE』（2003年4月2日）
- 『七色』（2004年2月4日）
- 『Tiki Tiki』（2002年6月26日） - Jazztronik feat. Sandii名義。Sandii（サンディー&ザ・サンセッツ）とのコラボレーションアルバム。2004年7月14日再発売。
- 『Nu Balance』（2005年2月23日） - "Nu Balance session 1"と"Nu Balance session 2"から野崎本人が選曲・監修、そしてニューバージョンの"Feel The Air 2005"を収録し再発売。
- 『CANNIBAL ROCK』（2005年8月31日）
- 『en:Code』（2005年12月7日）
- 『Love Tribe』（2007年1月1日） - ポニーキャニオン移籍後第一弾のアルバム。MIX CD "Jazztronica!!Annex"との2枚構成。
- 『Grand Blue』（2007年6月27日）
- 『JTK』（2008年12月17日）
- 『Jazztronik Works』（2008年12月17日）
- 『Bon Voyage!』（2010年7月14日）- 人気セレクトショップ「TOMORROWLAND」が掲げるキーワード“Bon Voyage!”をテーマに、野崎良太ソロ名義でのピアノ楽曲やこれまでのJazztronik楽曲をリ・アレンジして収録。
- 『Dig Dig Dig』（2011年6月8日）-「サタデースポーツ&サンデースポーツ」（2011年） - 共通のメインテーマ「Walk ON」も収録されている。
- 『Jazztronik Studio Live Album』 (2012年12月19日) - Jazztronik初のスタジオライブ レコーディング・ベストアルバム。
- 『Cinematic』 (2014年4月9日)
- 『Keystone』 (2016年6月8日)
- 『Dream』（デジタル配信：2020年8月28日/CD版2020年9月7日）
- 『Universal Language』（デジタル配信：2021年10月6日/CD版2022年4月13日）

オリジナルアルバム / 野崎良太
- 『Peace Of Mind』（2002年02月20日 / 2004年10月27日 再発売）
- 『Life Syncopation』（2007年03月28日）
- 『bird of passage』（2009年09月16日）
- 『Private Edits』（2016年10月19日）

オリジナルアルバム：野崎良太 with GOODPEOPLE
- 『GOODPEOPLE』（2017年06月14日）

#### ミニアルバム
- 『Nu Balance session 1』（2000年6月21日）
- 『Nu Balance session 2』（2000年6月21日）
- 『Horizon』（2003年6月25日）
- 『Love Tribe』（2007年1月1日）
- 『Beauty-Flow』（2007年3月14日）
- 『Repro.』（2008年7月16日）

カバーアルバム
- 『Vamos La Brasil』 (2014年6月25日)

#### リミックスアルバム
- 『Tender Vision Remixes+2』（2001年10月25日）
- 『the REMIXES PART : I 』（2006年3月29日）
- 『the REMIXES PART : II 』（2006年3月29日）
- 『Private Edits』（2016年10月19日）

#### MIX CD
- 『JAZZTRONICA!!』（2005年2月9日）
- 『Jazztronik presents JAZZTRONICA!! 2』（2006年8月9日）
- 『Defected In The House Mixed By Jazztronik』（2007年8月26日）
- 『Lovetronica!!』（2009年3月16日）
- 『FRAMES Mixed by Jazztronik』 (2010年4月21日)
- 『Love Trive Presents Back To 90's Mixed By Jazztronik × AIR』 (2013年12月18日)

コンパイル CD
- 『Water 〜ageHa Lounge vol.2〜 compiled by Ryota Nozaki (Jazztronik)』（2003年9月24日）
- 『Essential Blue -Dance Floor- Compilation By Jazztronik』（2007年4月18日）
- 『Essential Blue - The Classic of Horace Silver - Compilation By Jazztronik』（2007年5月23日）
- 『Kind Of Jazz 〜Jazz Rock〜 Compiled by Jazztronik』（2007年7月25日）
- 『Jazztronik & Norma Blu Capitolo 1』（2010年3月15日）
- 『Marco Di Marco Selection Selected by Jazztronik』（2014年6月11日）

サウンドトラック CD
- 『Real Clothes 〜Motion Pictures Sound Track / Jazztronik Collection』（2009年12月02日）

- 『「死刑台のエレベーター」オリジナル・サウンド・トラック』（2010年9月29日）
- 『鴨、京都へ行く。 ミュージックコレクション』（2013年5月22日）
- 『FIRST CLASS SOUNDS feat. RYOTA NOZAKI (Jazztronik)』（2014年6月11日）

### その他
- 映画『夢二人形』 （1998年） - 山﨑達璽監督。音楽を担当。
- 映画『三面夢姿繪―みつおもてゆめのすがたえ―』 （2000年） - 山﨑達璽監督。音楽を担当。
- 映画『あの日、忘れた、想い出。 』 （2000年） - 音楽を担当。
- JAZZTRONIK presents MIHONOVA. （2003年1月16日） - 唐沢美帆のアルバムをプロデュース。
- TRIBUTE TO YMO（2004年） - 「BEHIND THE MASK」で参加
- ドラマ『未来講師めぐる』（2008年）－ 挿入曲担当
- 映画『宮城野 』（2008年） - 山﨑達璽監督。音楽を担当。ディレクターズカット版も製作される。
- 単発ドラマ『リアル・クローズ』（2008年）－ メイン・テーマ担当。
- 連続ドラマ『リアル・クローズ』（2009年）－ メイン・テーマ、劇伴担当。
- 連続ドラマ『逃亡弁護士』（2010年） - 音楽担当。
- NHK総合テレビジョン「サタデースポーツ&サンデースポーツ」（2011年） - 共通のメインテーマ「Walk ON」作曲
- 島谷ひとみ アルバム『Sign Music』(2012年) - 全曲プロデュース
- 連続ドラマ『ファースト・クラス』（2014年） - 音楽担当。
- 連続ドラマ『西園寺さんは家事をしない』（2024年） - 音楽担当。
- 連続ドラマ『こんなところで裏切り飯 〜嵐を呼ぶ七人の役員〜』（2025年） - 音楽担当。

### 主なリミックス作品
| 発売日         | タイトル                                                       | 収録曲                                                               |
| -------------- | -------------------------------------------------------------- | -------------------------------------------------------------------- |
| 2000年4月26日  | 井手麻理子「太陽の花びら」                                     | 2. 太陽の花びら (Jazztronik mix)                                     |
| 2001年3月14日  | m-flo「orbit-3」                                               | 2. orbit-3 [Jazztronik G-street mix]                                 |
| 2001年7月25日  | MONDO GROSSO「MG4R」                                           | 5. SAMBA DO GATO (Hybrid Beats Remix)                                |
| 2001年10月24日 | キタキマユ「ナカナイデ」                                       | 3. ナカナイデ (JAZZTRONIK A.O.C mix)                                 |
| 2001年12月5日  | Time FellowShip「Humanized」                                   | 14. WORLD IS BORN (Jazztronik Romance Groove Mix)                    |
| 2002年2月27日  | Bonnie Pink「Under The Sun」                                   | 4. Under The Sun (Jazztronik Remix)                                  |
| 2002年3月6日   | 唐沢美帆「sparkle」                                            | 13. Endless Harmony (Jazztronik Remix)                               |
| 2002年3月12日  | オムニバス「Pure Braziliance」                                 | 1. Peace & Love (Jazzatronik Mix) -Fertile Ground                    |
| 2002年7月10日  | Reggae Disco Rockers「Reggae Disco Rockers Remixes Chapter 1」 | 10. Just tell me (Jazztronik remix)                                  |
| 2002年8月21日  | 深田恭子「Flow〜Kyoko Fukada Remixes〜」                       | 2. キミノヒトミニコイシテル (Jazztronik Remix)                       |
| 2003年1月29日  | 中島美嘉「愛してる」                                           | 4. 愛してる [Jazztronik Mix]                                         |
| 2003年3月5日   | Sweetbox「Jade - silver edition」                              | DISC2 1. Read My Mind (Jazztronik Mix)                               |
| 2004年3月24日  | PE'Z「PE’Z COLOR Vol.1」                                       | 9. across you (Jazztronik Mix)                                       |
| 2004年7月7日   | eico「Strelitzia」                                             | 3. Strelitzia -Jazztronik Re-edit-                                   |
| 2003年8月20日  | 土岐麻子「buffet style」                                       | 1. Joker Man (Jazztronik×Asako Toki from“Cymbals”)                   |
| 2004年9月15日  | 中島美嘉「朧月夜〜祈り」                                       | 6. 沙羅 (Jazztronik remix)                                           |
| 2003年12月10日 | オムニバス「傷だらけの天使リミックスアルバム」                 | 11. 傷だらけの天使 Jazztronik Session:Ryota Nozaki (Jazztronik)      |
| 2004年12月15日 | 松平健「マツケンサンバIIRemix Tracks」                         | 3. マツケンサンバII “Jazztronik mix” Remixed by Jazztronik           |
| 2005年1月26日  | CORE OF SOUL「アゲハ」                                         | 3. アゲハ (Jazztronik Remix)                                         |
| 2005年8月24日  | 上戸彩「UETOAYAMIX」                                           | 5. ウソツキ-Jazztronik-                                              |
| 2005年10月5日  | mink「beautiful/One Suitcase」                                 | 5. beautiful-Jazztronik remix                                        |
| 2006年4月26日  | 和田アキ子「あの鐘を鳴らすのはあなた」                         | 1. あの鐘を鳴らすのはあなた/JAZZTRONIK REMIX                         |
| 2006年7月19日  | Rhymescientist「Real Thing」                                   | 4. Roadster <Jazztronik Remix>                                       |
| 2006年10月25日 | 有坂美香「TV Song Book 1999-2006」                             | 10. 棘 (Jazztronik Mix) (「無限のリヴァイアス」Insertion Song Remix) |
| 2006年11月22日 | 沖仁「Nacimiento〜誕生〜」                                     | 9. Caipirina Caipirina [Jazztronik Remix]                            |
| 2013年2月20日  | Every Little Thing「ON AND ON」                                | 2. ON AND ON 〜Jazztronik Remix〜                                    |
| 2015年7月1日   | GACKT「GACKTracks-ULTRA DJ ReMIX-」                            | 11. SECRET GARDEN (Jazztronik ReMIX)                                 |
| 2015年7月15日  | 藤木直人「1989」                                               | 3. Summer(TFS Remix)                                                 |
| 2021年9月3日   | 山本彩「君とフィルムカメラ (Jazztronik Remix)」                | 君とフィルムカメラ (Jazztronik Remix)                                |

## ミュージックビデオ
| 公開年 | 曲名                   |
| ------ | ---------------------- |
| 2007年 | Love Tribe             |
| 2007年 | Beauty-Flow (Main Mix) |
| 2007年 | Voyage〈Main Mix〉     |
| 2008年 | Sweet Rain             |
| 2008年 | Oneness                |

## ラジオ番組
- 1 Hour Music α-STATION (FM京都 89.4) 第4土曜日 24：00-25：00

## インターネット番組
- Music & Money(wallop) 第4木曜日 19：00-20：00[1]